# Uchana
Uchana è una città dell'India di 14 100 abitanti, situata nel distretto di Jind, nello stato federato dell'Haryana. In base al numero di abitanti la città rientra nella classe IV (da 10 000 a 19 999 persone).

## Geografia fisica
La città è situata a 29° 28' 0 N e 76° 10' 0 E e ha un'altitudine di 214 m s.l.m..

## Società

### Evoluzione demografica
Al censimento del 2001 la popolazione di Uchana assommava a 14 100 persone, delle quali 7 574 maschi e 6 526 femmine. I bambini di età inferiore o uguale ai sei anni assommavano a 2 155, dei quali 1 204 maschi e 951 femmine. Infine, coloro che erano in grado di saper almeno leggere e scrivere erano 8 162, dei quali 5 055 maschi e 3 107 femmine.